# Monroe County (Pennsylvania)
Monroe County ist ein County im Bundesstaat Pennsylvania der Vereinigten Staaten. Im Jahr 2020 hatte das County 168.327 Einwohner und eine Bevölkerungsdichte von 107 Einwohnern pro Quadratkilometer. Der Verwaltungssitz (County Seat) ist Stroudsburg.

## Geschichte
Monroe County wurde am 1. April 1836 aus Northampton County und Pike County gebildet und nach Präsident James Monroe benannt.
19 Bauwerke und Stätten des Countys sind im National Register of Historic Places (NRHP) eingetragen (Stand 24. Juli 2018).

## Geographie
Das County hat eine Fläche von 1599 Quadratkilometern, wovon 23 Quadratkilometer Wasserfläche sind. 

## Städte und Ortschaften

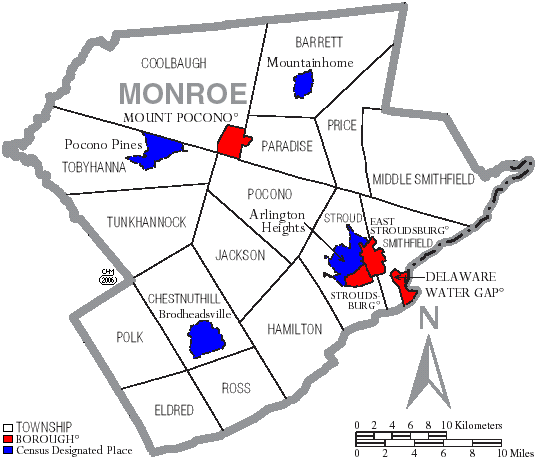
Karte des Monroe Countys

| - Arlington Heights - Barrett Township - Brodheadsville - Chestnuthill Township - Coolbaugh Township - Delaware Water Gap - East Stroudsburg - Eldred Township | - Hamilton Township - Jackson Township - Middle Smithfield Township - Mount Pocono - Mountainhome - Paradise Township - Pocono Pines - Pocono Township | - Polk Township - Price Township - Ross Township - Smithfield Township - Stroud Township - Stroudsburg - Tobyhanna Township - Tunkhannock Township |